# 紐赫季湖
60°08′31″N 56°49′38″E / 60.142°N 56.8271°E

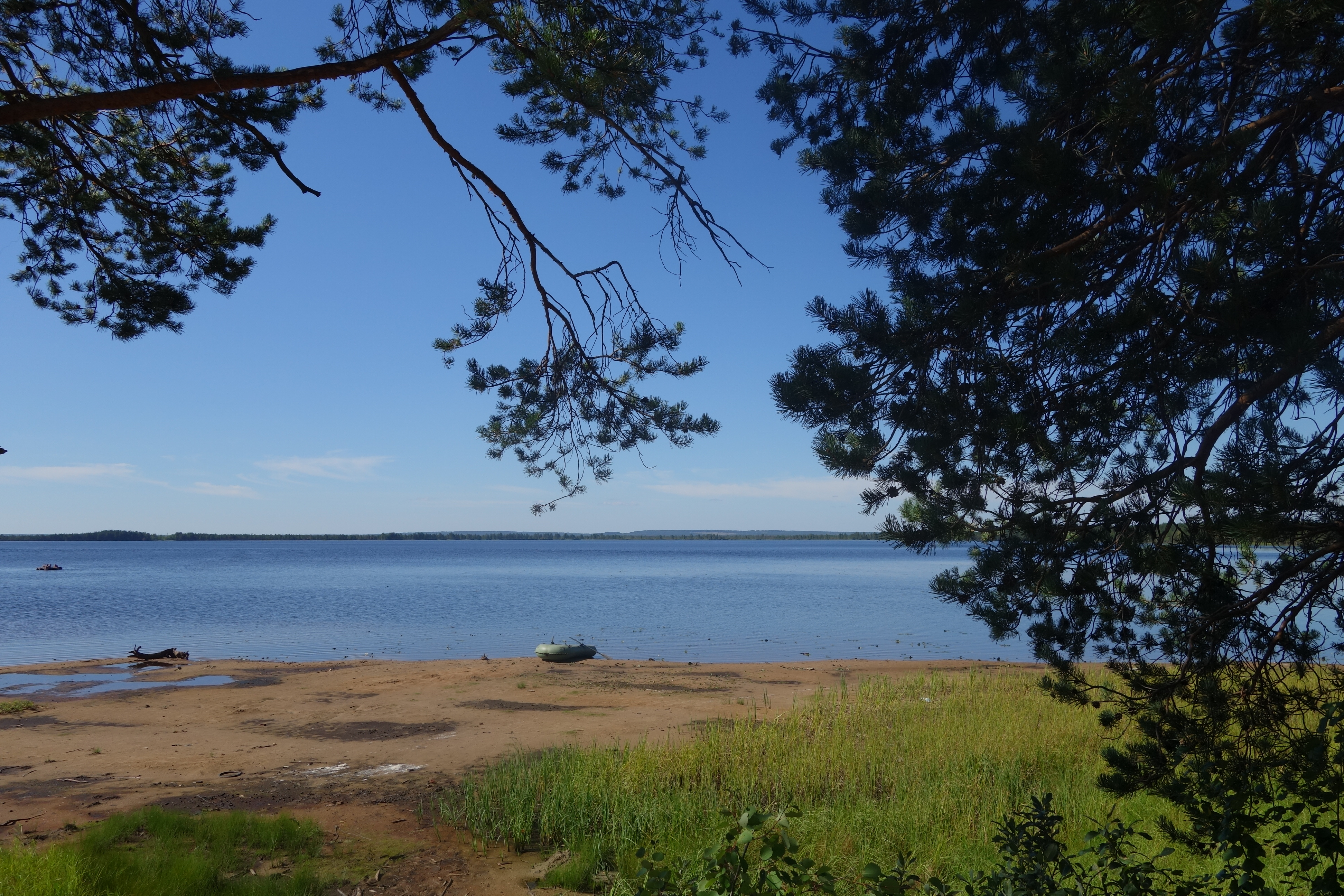

紐赫季湖（俄语：Нюхти），是俄羅斯的湖泊，位於該國中西部，由彼爾姆邊疆區負責管轄，處於克拉斯諾維舍爾斯克區，長3.63公里、寬2.18公里，面積5.8平方公里，湖岸線長度9.98公里，集水區面積51.5平方公里，平均水深1.5米，最大水深3.14米。